# Lost and Won (pel·lícula de 1917)
Lost and Won és una pel·lícula muda de la Jesse L. Lasky Feature Co. dirigida per James Young i protagonitzada per Marie Doro, Elliott Dexter i Carl Stockdale. Basada en una història de Channing Pollock i Rennold Wolf, la pel·lícula, de cinc bobines, es va estrenar el 22 de gener de 1917.

## Argument
Walter Crane aposta amb el director del banc on treballa, Kirkland Gaige, i quatre amics més que serà capaç de transformar Cinders, una noieta del diari, en una dama tan atractiva que tots es voldran casar amb ella. Un any després, Cinders torna de l'internat feta una jove atractiva. No obstant això, abandona la seva còmoda casa en saber que Walter ha perdut els seus diners i ha estat acusat de robar 50.000 dòlars mentre treballava com a caixer. Cinders aconsegueix feina com a periodista i descobreix que va ser Kirkland qui va robar els diners per comprar un collaret per a la seva amant, Cleo Duvene, i que després va endossar el delicte a Walter. Després d’aconseguir la seva absolució al judici Walter li demana que es casin.

## Repartiment
- Marie Doro (Cinders)
- Elliott Dexter (Walter Crane)
- Carl Stockdale (Kirkland Gaige)
- Mayme Kelso (Cleo Duvene)
- Robert Gray (Bill Holt)
- Clarence Geldart
- Sydney Dean
- Mabel Van Buren